# Begoña Palacios
María Begoña Palacios Ríos (Ciudad de México, 28 de diciembre de 1941-ibídem, 1 de marzo de 2000), conocida como Begoña Palacios, fue una actriz mexicana-estadounidense, recordada por su participaciones en películas como Cascabelito (1962) y Barridos y regados (1963), ambas junto al dúo cómico-musical Viruta y Capulina.

## Biografía
En su niñez realizó estudios de danza con la maestra Margarita Alatriste y posteriormente ingresó a la academia de Andrés Soler y Seki Sano para estudiar actuación. En 1954 hizo su debut cinematográfico interpretando un papel secundario en la película El mil amores con Pedro Infante. En 1961 actuó en Rosa Blanca compartiendo créditos con Ignacio López Tarso, Rita Macedo y Christiane Martel bajo la dirección de Roberto Gavaldón. En 1962, participó en El tejedor de milagros con Pedro Armendáriz. Asimismo, actuó en la saga de las películas de Chucho el Roto protagonizadas por Carlos Baena y en tres películas de El Santo.
Aunque incursionó en algunas series de televisión estadounidenses, consolidó su actuación en la televisión mexicana mediante la serie cómica Hogar dulce hogar, en la cual alternaba con José Gálvez, Sergio Corona y Luz María Aguilar. Posteriormente trabajó en algunas telenovelas, la última de ellas fue La chacala.
El 1 de marzo de 2000, murió a consecuencia de complicaciones originada por la hepatitis C en el Instituto Nacional de la Nutrición de la Ciudad de México; de acuerdo a los deseos de su hija María Guadalupe Peckinpah, sus restos mortales fueron trasladados a Malibú.

## Vida personal
Estuvo casada con el director de cine estadounidense Sam Peckinpah, a quien conoció en 1964 después de que Palacios tuviera un papel secundario en la película de Peckinpah Major Dundee filmada ese mismo año. Se desarrolló una relación tormentosa y, a lo largo de los años, se casarían, se divorciarían y se volverían a casar. Tuvieron una hija juntos, Lupita.

## Filmografía

### Cine
- El mil amores, como una alumna que recita en 1954.
- La edad de la tentación, en 1959.
- Melodías inolvidables, en 1959.
- Cada quien su música, en 1959.
- Dormitorio para señoritas, en 1959.
- El renegado blanco, como Rayo de Luna en 1960.
- Chucho el Roto, en 1960.
- Una canción para recordar, en 1960.
- Aventuras de Chucho el Roto, en 1961.
- Confidencias matrimoniales, en 1961.
- La captura del Chucho el Roto, en 1961.
- Rosa Blanca, en 1961.
- Jóvenes y bellas, en 1962.
- El tejedor de milagros, en 1962.
- Dinamita Kid, en 1962.
- La entrega de Chucho el Roto, en 1962.
- Cascabelito, como La Bella Nina en 1962.
- El vampiro sangriento, como Inés Cagliostro, en 1962.
- Sangre en el ring, en 1962.
- Santo contra el rey del crimen, como bailarina, en 1962.
- Secuestro en Acapulco, en 1963.
- Mi vida es una canción, como Silvia, con Enrique Guzmán en 1963.
- Así es mi México, como Amalia en 1963.
- Baila mi amor, como Amalia en 1963.
- Barridos y regados, en 1963.
- Luna de miel para nueve, en 1964.
- Yo, el valiente, en 1964.
- Juramento de venganza (Major Dundee), como Linda, con Charlton Heston en 1965.
- Santo contra el estrangulador, como Irene, en 1965.
- Santo contra el espectro del estrangulador, como Irene, en 1966.
- La vida de Pedro Infante, como Yolanda Cruz, en 1966.
- Fiebre de juventud como Silvia, en 1966.
- Primera comunión, en 1969.
- El rey de los albures, en 1982.
- La torta caliente, como Estrella, en 1989.
- Sólo para adúlteros, en 1989.
- La rifa, en 1990.
- Venganza silenciosa, en 1995.
- Intriga en el paraíso, en 1996.

### Televisión
- Cita con la muerte, en 1963.
- I Spy, como enfermera, en 1966.
- Run Buddy Run, como Rosita, en 1966.
- Bob Hope Presents the Chrysler Theatre, como Lolla, en 1967.
- La criada bien criada, en 1969.
- Hogar dulce hogar, en 1974.
- La señorita Robles y sus hijos, en 1979.
- Mis huéspedes, en 1980.
- Hospital de la risa, en 1986.
- Ángeles blancos, como Emilia, en 1989.
- Alcanzar una estrella en 1990.
- Rivales por accidente, en 1997.
- La chacala, como Mireya, en 1998.

## Premios y reconocimientos
- Medalla “Virginia Fábregas” otorgada por la Asociación Nacional de Actores en reconocimiento a sus cuarenta años de carrera artística en 1994.